# Романская и Бакэуская архиепископия
Рома́нская и Бакэу́ская архиепископи́я (рум. Arhiepiscopia Romanului și Bacăului) — епархия Румынской православной церкви в ранге архиепископии на территории жудецов Нямц и Бакэу. Входит в состав Молдавской и Буковинской митрополии.

## История
Точно не известны дата и обстоятельства создания Романской епархии, так как нет никаких документальных свидетельств об этом. Известно, однако, что в области Романа, как и в других регионах Молдовы, было много поселений с населением, разделяющим христианскую веру «греческого обряда» ещё в XIII веке, румынское население (валахи), которое осуществляло свою религиозную жизнь в тщательно организованной обстановке, как следует из письма папы Григория IX, посланного в 1234 венгерскому князю Беле. В этом документе говорится о существовании нескольких «раскольничьих епископов», в том числе Милковийской епископии, названного куманами, полномочия которого распространялись и на «нижнюю страну». Речь идет о церковной организации за период до формирования феодального независимого государства. Непрерывность жизни православного христианина в регионе в месте слияния Молдавии с Сиретом обнаруживается немного позже в документе, выданным канцелярией Александра Доброго 8 марта 1407 года, в котором упоминаются «монахи из Думбравы», монашеская община, жившая вблизи Романа, за его южной границей.
13 сентября 2009 года Романская и Бакэуская епископия стала архиепископский.

## Епископы
- Макарий (1531—1548 и 1551—1558)
- Анастасий (1558—1572)
- Пахомий (1707—1713)
- Гедеон (1734—1743)
- Герасим (Клипа-Барбовский)[рум.] (1803—1826)
- Исаиа (Викол) (9 ноября 1868 — 20 июня 1878)
- Мелхиседек (Стефанеску) (22 февраля 1879 — 16 мая 1892)
- Иннокентий (Моисиу) (20 декабря 1892 — 20 апреля 1894)
- Иоанн (Ионеску) (25 февраля 1895 — 6 ноября 1896)
- Иоанникий (Флор) (24 марта 1897 — 28 марта 1899)
- Герасим (Сафирин) (17 февраля 1900 — 24 июня 1911)
- Феодосий (Атанасиу) (4 февраля 1912 — 1 февраля 1923)
- Лукиан (Тритяну) (29 марта 1923 — 10 сентября 1947)
- Феофил (Хериняну) (21 августа 1949 — 16 декабря 1961)
- Парфений (Чопрон) (18 февраля 1962 — 1 января 1978)
- Евфимий (Лука) (20 апреля 1978 — 4 ноября 2014)
- Иоаким (Джосану) (с 4 января 2015)